# Сивухи
Сиву́хи — село в Україні, у Козелецькій селищній громаді Чернігівського району Чернігівської області. Населення становить 395 осіб. До 2016 орган місцевого самоврядування — Берлозівська сільська рада.

## Історія
12 червня 2020 року, відповідно до розпорядження Кабінету Міністрів України № 730-р «Про визначення адміністративних центрів та затвердження територій територіальних громад Чернігівської області», увійшло до складу Козелецької селищної громади.
19 липня 2020 року, в результаті адміністративно - територіальної реформи та ліквідації Козелецького району, село увійшло до складу Чернігівського району Чернігівської області.

## Населення

### Мова
Розподіл населення за рідною мовою за даними перепису 2001 року:
| Мова       | Кількість | Відсоток |
| ---------- | --------- | -------- |
| українська | 402       | 99.5%    |
| російська  | 1         | 0.5%     |
| Усього     | 403       | 100%     |

## Вулиці
| Назва за абеткою | Тип    | Колишні назви |
| ---------------- | ------ | ------------- |
| Злагоди          | Вулиця | Матросова     |
| Комарова         | Вулиця |               |
| Миру             | Вулиця | Чапаєва       |
| Молодіжна        | Вулиця |               |
| Незалежності     | Вулиця | Пролетарська  |
| Толстого         | Вулиця |               |
| Чкалова          | Вулиця |               |
| Франка           | Вулиця |               |